# Moravský Beroun
Moravský Beroun (en allemand : Bärn) est une ville du district et de la région d'Olomouc, en Tchéquie. Sa population s'élevait à 2 804 habitants en 2025.

## Géographie
Moravský Beroun se trouve à 13 km au nord-est de Šternberk, à 27 km au nord-est d'Olomouc, à 60 km à l'ouest d'Ostrava et à 218 km à l'est-sud-est de Prague.
La commune est limitée par Lomnice et Roudno au nord, par Křišťanovice, Dvorce et Norberčany à l'est, par Domašov nad Bystřicí et Hraničné Petrovice au sud, et par Horní Loděnice et Dětřichov nad Bystřicí à l'ouest.

## Histoire
La première mention écrite de la localité date de 1339.

## Galerie

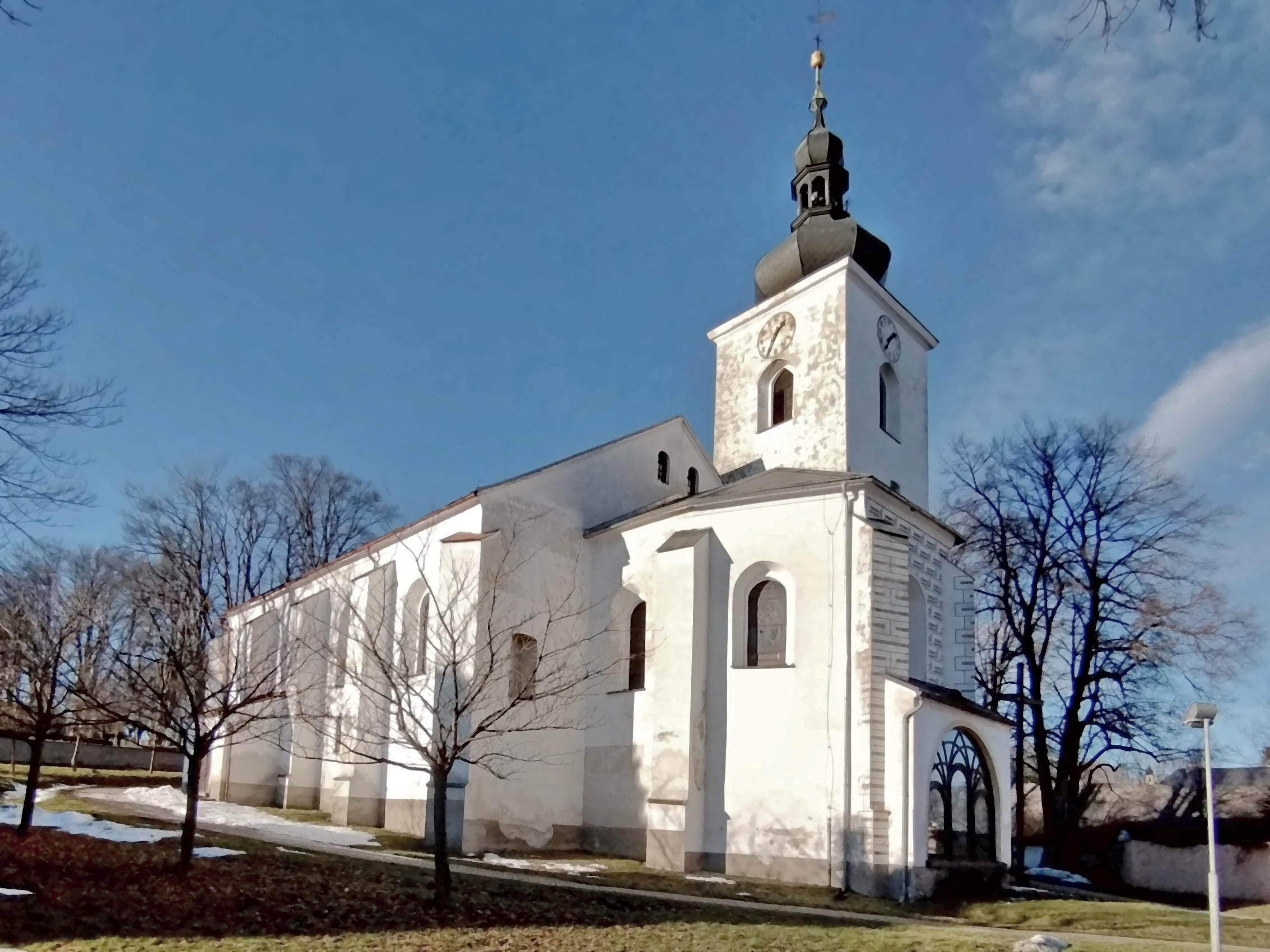
Église de l'Assomption de la Vierge Marie.
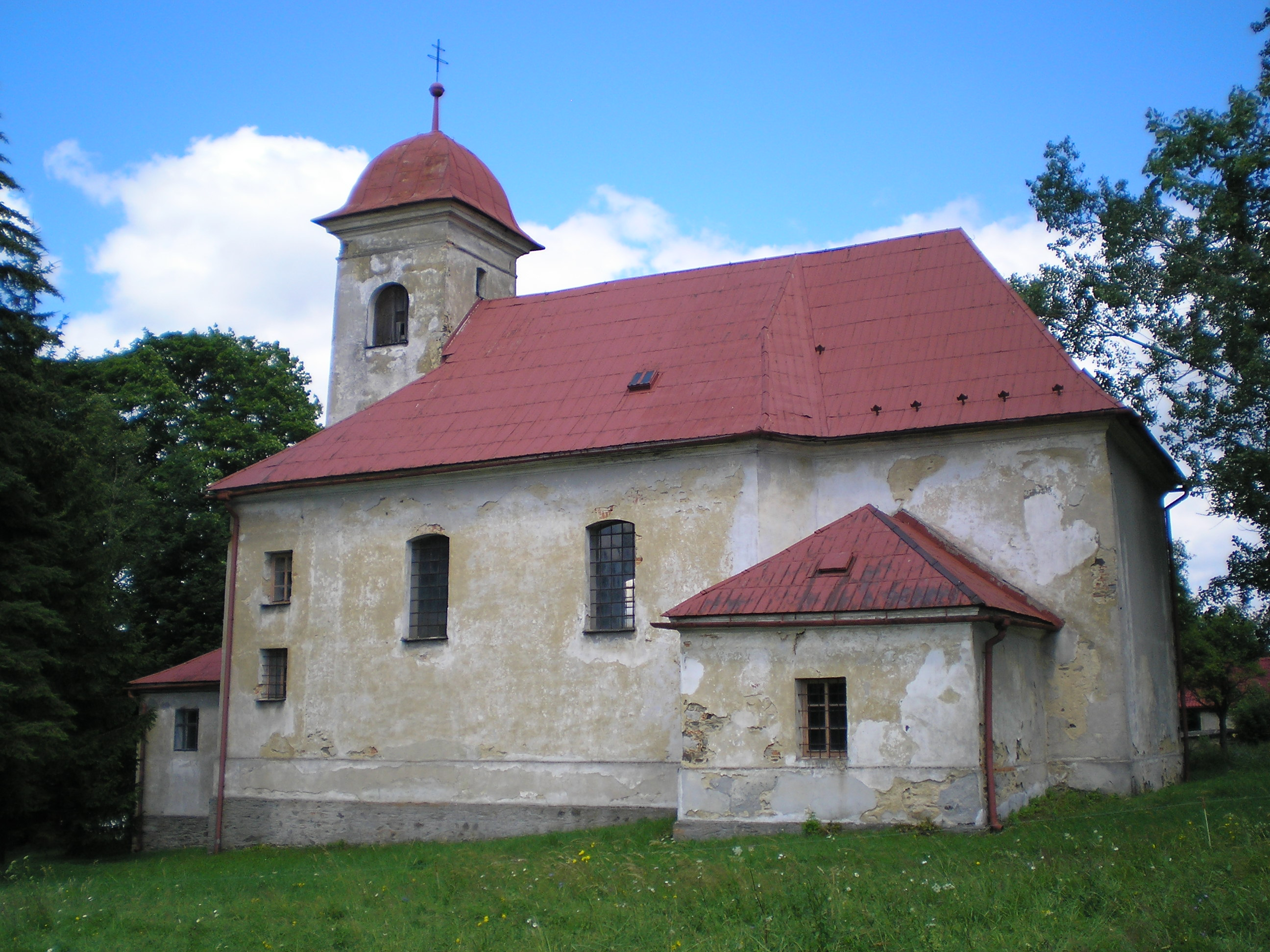
Église de Nové Valteřice.

## Administration
La commune se compose de cinq sections :
- Čabová
- Moravský Beroun
- Nové Valteřice
- Ondrášov
- Sedm Dvorů

## Économie
L'entreprise Granitol est le principal fabricant tchèque de films d'emballage.

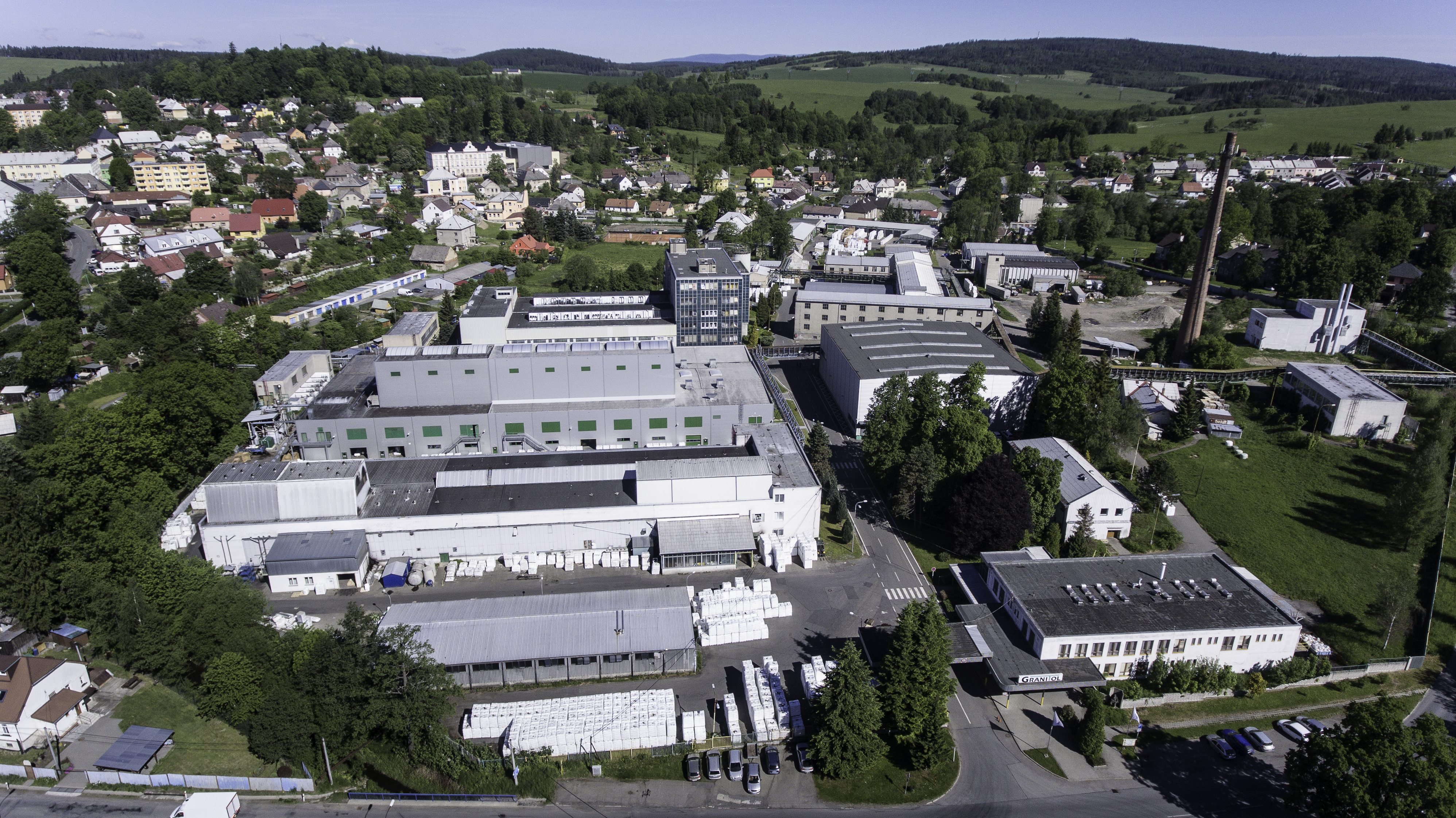
Usine Granitol à Moravský Beroun.

## Transports
Par la route, Moravský Beroun se trouve à 16 km de Šternberk, à 30,5 km d'Olomouc, à 80 km d'Ostrava et à 276 km de Prague.

## Jumelages
- Bieruń (Pologne)
- Gundelfingen (Allemagne)
- Meung-sur-Loire (France)
- Ostroh (Ukraine)
- Scheibenberg (Allemagne)